# The Agonist
The Agonist — музыкальная группа, образованная в 2004 году в Канаде.
Американский журнал Revolver назвал бывшую вокалистку Алиссу Уайт-Глаз «одной из самых горячих цыпочек в метале». На песню «Business Suits And Combat Boots» режиссёром Дэвидом Бродски(All That Remains, GWAR, The Red Chord) был снят музыкальный клип. Тексты песен альбома затрагивают такие проблемы современного общества как: опыты над животными, наркоманию, борьбу за сохранение окружающей среды и жестокое отношение к людям и животным.
В марте 2014 года Уайт-Глаз объявила, что была приглашена участниками шведской мелодик дэт-метал группы Arch Enemy, в качестве новой вокалистки на замену ушедшей Ангеле Госсов. На роль вокалистки The Agonist была выбрана Вики Псаракис.
10 мая 2023 группа выпустила заявление о том, что она заканчивает деятельность "из-за личных, финансовых и касающихся индустрии проблем" 

## Состав группы

### Нынешний состав
- Дэнни Марино — соло-гитара (2004–настоящее время)
- Крис Келлс — бас-гитара, бэк-вокал (2004–настоящее время)
- Саймон МакКей — ударные, перкуссия (2007–настоящее время)
- Паскаль Жобин — ритм-гитара (2010–настоящее время)
- Вики Псаракис — вокал (2014–настоящее время)

### Бывшие участники
- Дэрек Нэйдон — ударные (2004–2007)
- Алисса Уайт-Глаз — вокал (2004–2014)
- Эндрю Тэпли — ритм-гитара (2007–2008)
- Крис Эдолф — ритм-гитара (2009)

## Дискография

### Альбомы
- 2007 — «Once Only Imagined»

Дебютный альбом «The Agonist», релиз которого состоялся 14 августа 2007 года. После выхода этого альбома группа активно развивала концертную деятельность и выступала с такими группами как God Forbid, Sonata Arctica, Overkill, Epica, Visions of Atlantis, и Enslaved.
- 2009 — «Lullabies For The Dormant Mind»

Второй альбом группы, который спродюсировал Кристиан Дональдсон. Гостями на альбоме стали скрипач Ави Лудмер, классические пианисты Мелина Сучен и Джонатан Лефрансуа-Ледюк, наряду со многими музыкантами из Монреаля.
- 2011 — «The Escape» (EP)

Алисса на своей странице в Facebook сообщила, мини-альбом «The Escape» будет доступен на iTunes и для предзаказа с 3 сентября. Работа была сведена Ту Мадсеном, известным по работе с The Haunted, Dark Tranquility и Suicide Silence. В альбом вошло лишь два трека (Lonely Solipsist и The Escape), которые позднее появятся и на полноформатном альбоме.
- 2012 — «Prisoners»

Релиз третьего студийного состоялся 5 июня 2012 на Century Media, запись происходила под руководством несменного продюсера группы, Кристиана Дональдсона. Алисса говорит, что во время написания и записи материала проявились некоторые сложности. В процесс написания материала был вовлечен Саймон, что сказалось на вокальных партиях и на структуре самих песен.
На песню Panophobia компанией Five Knights Production был снят клип, представляющий собой видео с одного из живых выступлений группы.
* 2014 -- «Disconnect Me» (EP)
- 2015 — «Eye of Providence»

Выпущен 23 февраля
- 2016 — «Five»
- 2019 — «Orphans»
- 2021 -- «Days Before The World Wept» (EP)

### Клипы
| Название                               | Альбом                          | Год  |
| -------------------------------------- | ------------------------------- | ---- |
| - Business Suits And Combat Boots      | Once Only Imagined              | 2007 |
| - …And Their Eulogies Sang Me To Sleep | Lullabies For The Dormant Mind  | 2009 |
| - Thank You Pain                       | Lullabies For The Dormant Mind  | 2009 |
| - Birds Elope With The Sun             | Lullabies For The Dormant Mind  | 2009 |
| - Panophobia                           | Prisoners                       | 2012 |
| - Gates Of Horn And Ivory              | Eye of Providence               | 2015 |
| - My Witness, Your Victim              | Eye of Providence               | 2015 |
| - Gentle Disease                       | Eye of Providence               | 2015 |
| - Danse Macabre                        | Eye of Providence               | 2015 |
| - Follow The Crossed Line              | Eye of Providence               | 2015 |
| - The Hunt                             | Five                            | 2016 |
| - The Moment                           | Five                            | 2016 |
| - Take Me To Church - The Raven Eyes   | Five                            | 2017 |
| In Vertigo                             | Orphans                         | 2019 |
| Ass One We Survive                     | Orphans                         | 2019 |
| The Gift of Silence                    |                                 | 2019 |
| Orphans                                | Orphans                         | 2020 |
| Remnants in Time                       | Days Before the World Wept (EP) | 2021 |